# 박종채
혜전 박종채(朴宗采, 1780년 ~ 1835년 11월 13일)는 조선 후기의 문신이다. 본래 이름은 박종간(朴宗侃)이었다. 1810년(순조 10년) 증광과 진사시(소과)에 합격해 연암 박지원의 아들로서 음서직인 경산 현감에 제수됐다. 대과에 급제는 하지 못했으나 평생 아버지의 유업인 북학 사상을 계승하고 그 저작들을 정리했으며 아버지와의 추억을 담은 글들도 다수 남겼다. 전주 류씨와 사이에 박규수, 박선수 형제를 두었고 장남 박규수가 잇따른 난을 평정한 공으로 이조참판, 이조판서에 이어 영의정에 추증됐다. 자(字)는 사행(士行)이다.
저서로 아버지 박지원에 대한 사랑과 그리움을 그린 《과정록》(過庭錄)이 있으며, 후손에 의해 《나의 아버지 박지원》이란 제목으로 정식 출판됐다.

## 가족 관계
- 조부 : 박사유(朴師愈, 1703년 - 1767년)
  - 아버지 : 박지원(朴趾源, 1737년 - 1805년)
  - 어머니 : 이보천(李輔天)의 딸 전주 이씨
    - 형님 : 박종의(朴宗儀, 1766년-1815년)[5] - 백부 박희원의 양자로 입양[3]
    - 부인 : 전주 유씨, 유영의 딸,
      - 장남 : 박규수(朴珪壽, 1807년 - 1877년)
      - 차남 : 박선수(朴瑄壽, 1822년 - 1899년)
- 처조부 : 유경양(柳敬養)
  - 장인 : 유영(柳詠)